# Eclissi solare del 10 marzo 2081
L'Eclissi solare del 10 marzo 2081, di tipo anulare, è un evento astronomico che avrà luogo il suddetto giorno attorno alle ore 15:23 UTC.
L'eclissi avrà un'ampiezza massima di 277 chilometri e una durata di 7 minuti e 36 secondi.

## Eclissi correlate

### Eclissi solari 2080 - 2083
Questa eclissi è un membro di una serie semestrale. Un'eclissi in una serie semestrale di eclissi solari si ripete approssimativamente ogni 177 giorni e 4 ore (un semestre) in nodi alternati dell'orbita della Luna.